# Cea (község)
Cea község Spanyolországban, León tartományban. Lakosainak száma 378 fő (2024).

## Földrajza
Cea Sahagún, Villamol, Santa María del Monte de Cea, Villaselán, Villazanzo de Valderaduey, Santervás de la Vega, Lagartos, Almanza, Guardo, Villalba de Guardo és Fresno del Río községekkel határos.

## Népesség
A település lakosságának változását az alábbi diagram mutatja:
| Lakosok száma | 719  | 634  | 587  | 553  | 515  | 481  | 436  | 413  | 389  | 378  |
|               | 2001 | 2004 | 2007 | 2009 | 2012 | 2014 | 2017 | 2019 | 2022 | 2024 |